# Бакшаровка
Бакшаровка (укр. Бакшарівка), село, 
Павловский Второй сельский совет,
Лозовский район,
Харьковская область.
Код КОАТУУ — 6323984502. Население по переписи 2001 года составляет 52 (21/31 м/ж) человека.

## Географическое положение
Село Бакшаровка находится на левом берегу реки Берека,
выше по течению примыкает село Павловка Вторая,
ниже по течению на расстоянии в 1 км расположено село Зеленый Гай,
на противоположном берегу — село Федоровка.
Река в этом месте сильно заболочена.

## История
- 1920 — дата основания.